# Holzem
Holzem (en luxemburgués: Kapellen) és una vila de la comuna de Mamer del districte de Luxemburg al cantó de Capellen. Està a uns 10,1 km de distància de la Ciutat de Luxemburg.